# 劉瑞
劉瑞（1461年—1525年），字德夫（德符），號五清，四川成都府內江縣人，民籍，明朝政治人物。

## 生平
成化二十二年（1486年）丙午科四川鄉試第六名舉人，弘治九年（1496年）丙辰科進士。选庶吉士，授翰林院检讨。明武宗时，疏陳进言推荐官吏等，后因刘瑾擅政，借病辞职。刘瑾定其为奸党，命罰米輸塞上。刘瑾被诛后，担任副使督浙江學校，召為南京太仆少卿。嘉靖二年，由南京太常卿升任禮部右侍郎。之后因大禮議起，其偕九卿合疏反对。嘉靖四年去世，贈禮部尚書。隆慶初年，謚文肅。

## 家族
曾祖劉友義；祖父劉鑑，刑部主事；父劉時學，山東按察司僉事。母田氏（封安人）。